# Брухис, Григорий Ефимович
Григорий Ефимович Брухис (30 сентября 1907, Одесса — 15 января 2005, Одесса) — советский экономист, автор основополагающих работ в области коммерческой эксплуатации морского транспорта.

## Биография
Отец, уроженец Кишинёва Хаим Рефулович Брухис (1888—?), работал бухгалтером на фанерной фабрике на Пересыпи, затем на чайной фабрике на Троицкой (угол Канатной) улице; мать была одесситкой.
Учился на факультете народного хозяйства в Одесском институте народного образования. В 1930 году поступил экономистом в Черноморское морское пароходство. В 1935 году проходил аспирантуру Одесского института инженеров водного транспорта и преподавал там же. Подготовил диссертацию кандидата экономических наук по теме «Методология определения пропускной способности морского порта», но работа была прервана начавшейся войной. В годы Великой Отечественной войны занимался организацией морских военных перевозок в районе Новороссийска-Туапсе-Геленджика. В 1944 году назначен начальником коммерческого отдела Советского Дунайского пароходства в Измаиле. Учился в аспирантуре Одесского института инженеров водного транспорта, но был вынужден её оставить в связи с новым назначением.
В 1947—1958 годах — начальник коммерческой службы одесского порта, затем начальник коммерческой службы Черноморского морского пароходства (1958—1987). В 1966 году защитил диссертацию кандидата экономических наук по теме «Организация производства коммерческих и транспортно-экспедиционных операций на морском транспорте». Профессор Одесского института инженеров водного транспорта, старший научный сотрудник Украинского НИИ морского флота (УкрНИИМФ).
Научные труды посвящены коммерческой эксплуатации флота и портов, транспортно-экспедиторской деятельности на морском транспорте, организации работы портов. Автор основного в этой специальности и переиздававшегося учебника для вузов и мореходных училищ — «Коммерческая эксплуатация морского транспорта» (1961, 1968, 1976, 1985).

## Семья
Двоюродный брат — филолог и историк М. С. Брухис.

## Публикации
- Транспортно-экспедиционная работа морского порта (по внешнеторговым грузам). М.—Л.: Морской транспорт, 1952. — 82 с.
- За обеспечение сохранности грузов. М.: Морской транспорт, 1954. — 92 с.
- Новый метод коммерческой обработки навалочных грузов. М.: Морской транспорт, 1955. — 12 с.
- Praca transportowo-spedycyjna portu morskiego (W zakresie ładunków handlu zagranicznego). Warszawa: Wyd-wa komunikacyjne, 1955. — 104 с.
- Транспортно-экспедиционный договор. М.: Морской транспорт, 1957. — 120 с.
- Коммерческая работа морского порта. М.: Морской транспорт, 1960. — 81 с.
- Коммерческая эксплуатация морского транспорта. Учебник для эксплуатационных специальностей мореходных училищ ММФ (с Н. И. Андреевым-Голубевым). М.: Морской транспорт, 1961. — 230 с.; 2-е издание — М.: Транспорт, 1968. — 224 с.
- Организация производства коммерческих и транспортно-экспедиционных операций на морском транспорте. Одесса: Одесский институт инженеров морского флота, 1966. — 28 с.
- Транспортно-экспедиционные операции на морском транспорте. М.: Транспорт, 1971. — 105 с.
- Коммерческая эксплуатация морского транспорта. Учебник для эксплуатационной специальности мореходных училищ (с Н. А. Лущан). М.: Транспорт, 1976. — 224 с.; 2-е издание — Коммерческая эксплуатация морского транспорта. Учебник для судоводительных специальностей и учебное пособие для эксплуатационных специальностей мореходных училищ. М.: Транспорт, 1985. — 264 с.
- Основные принципы хозрасчётных взаимоотношений пароходств и портов: Тексты лекций. М.: ЦРИА «Морфлот», 1978. — 38 с.
- Управление качеством продукции морского транспорта: Тексты лекций. М.: ЦРИА «Морфлот», 1979. — 46 с.
- Транспортно-экспедиционная работа морских портов. М.: Транспорт, 1982. — 95 с.
- Взаимоотношения перевозчиков и фрахтователей при перевозках экспортных, импортных и каботажных грузов: Конспект лекций. Одесса: Институт инженеров водного транспорта, 1985. — 36 с.
- Ответственность фрахтователя за недогруз и простой судна. М.: Мортехинформреклама, 1989. — 168 с.